# Vama Seacă, Alba
Vama Seacă (în maghiară Szárazvámtanya) este un sat în comuna Hopârta din județul Alba, Transilvania, România.

## Istoric
Localitatea nu apare pe Harta Iosefină a Transilvaniei din 1769-1773. Este atestată documentar abia din anul 1913.